# Schloss Lannach

Ansicht des Schlosses Lannach von Süden, Postkarte von 1910

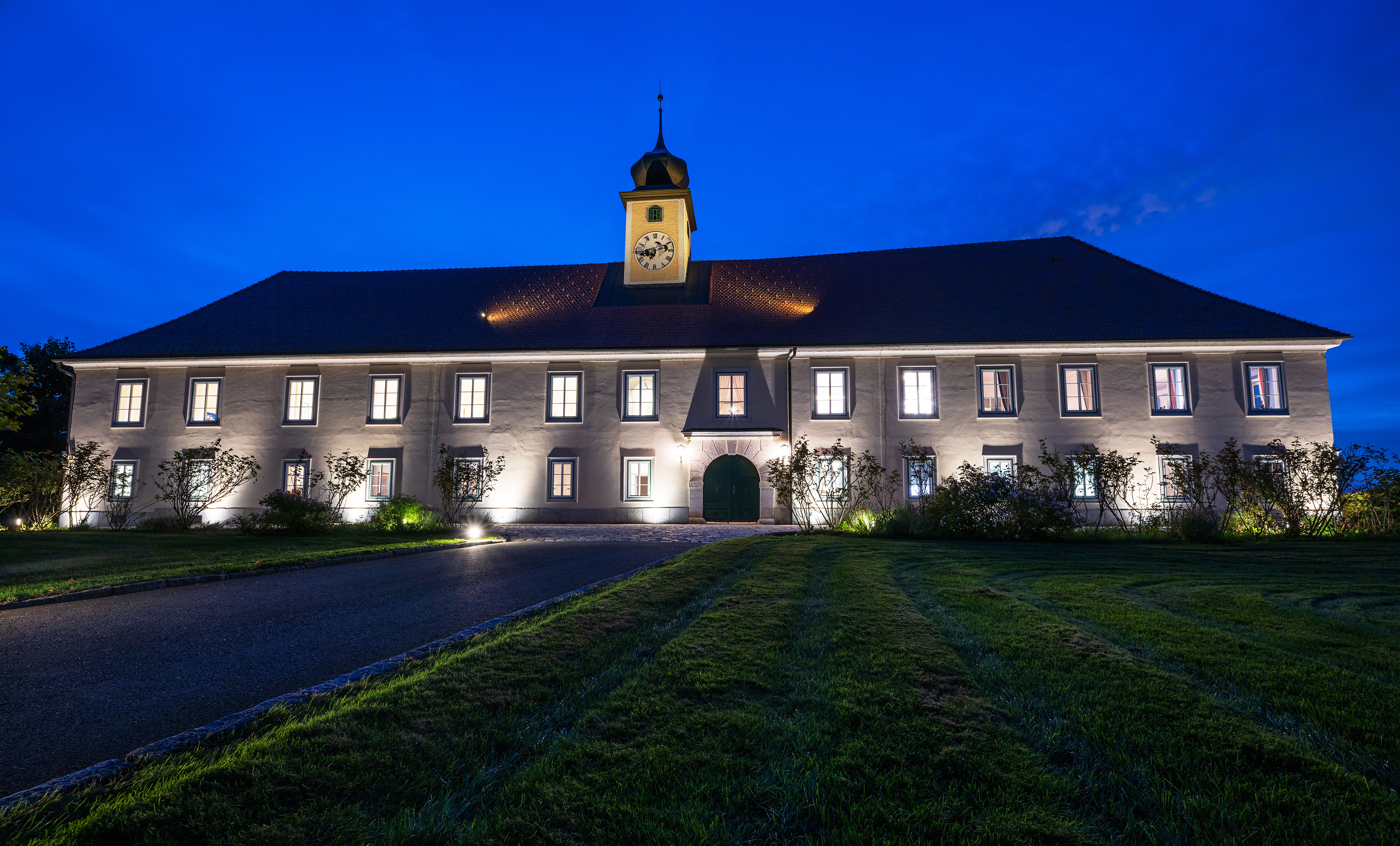
Schloss Lannach, 2024

Schloss Lannach liegt in der Gemeinde Lannach im Kainachtal südwestlich von Graz. Das Schloss steht unter Denkmalschutz (Listeneintrag).

## Besitzergeschichte
Ab dem 14. Jahrhundert waren an dieser Stelle die Herren von Lannach ansässig; ab der ersten Hälfte des 15. Jahrhunderts die Familie Galler. Das heutige vierflügelige Schloss wurde in den Jahren 1590 bis 1610 von Christof von Galler erbaut. Durch einen Brand im Jahr 1714 entstanden große Schäden an dem Gebäude, das aber alsbald wiederhergestellt wurde. Im 19. Jahrhundert war das Schloss im Besitz der Freiherren von Mandell, im 20. Jahrhundert erwarb es Franz Kandler, der dort eine Dachziegel- und Tonwarenfabrik gründete.

## Schloss Lannach in der Zeit des Nationalsozialismus
Während der NS-Diktatur waren das SS-Ahnenerbe-Institut für Pflanzengenetik unter Heinz Brücher und eine Außenstelle des Konzentrationslagers Ravensbrück bzw. – ab März 1944 – des Konzentrationslagers Mauthausen im Schloss untergebracht. Dort waren neun Zeuginnen Jehovas als Zwangsarbeiterinnen interniert. Genau genommen war in Schloss Lannach ein Subkommando vom Schloss Mittersill, das seinerseits ein Außenlager des KZ Ravensbrück bzw. des KZ Mauthausen war. Zwangsarbeit wurde für das SS-Institut für Pflanzengenetik geleistet. Am 9. Mai 1945 wurden die Frauen von der russischen Armee befreit.

## Das Schloss nach 1945
In den ersten Nachkriegsjahren waren britische Besatzungstruppen im Schloss stationiert.
Ab 1945 hatte u. a. der Bildhauer Rodolfo Zilli sein Atelier im Schloss.
1947 wurde von Zirm und Loew die Lannacher Heilmittel GmbH in Lannach gegründet. In den Jahren 1966–1980 übernahm Leopold Bartenstein zusammen mit seiner Frau Hannelore die Mehrheitsanteile an dieser Firma. Das Unternehmen G.L. Pharma, das durch eine Fusion der Lannacher Heilmittel GmbH mit dem Wiener Unternehmen Gerot Pharmazeutika entstand, befindet sich heute weiterhin im Besitz der Familie Bartenstein und hat seinen Sitz im Schloss Lannach.
Im August 2006 kam es zu einer politischen Kontroverse mit dem Besitzer des Schlosses, Martin Bartenstein, aufgrund seiner Aussage, er habe von der KZ-Außenstelle im Schloss in den Jahren 1944/45 bisher nichts gewusst. Bartenstein beauftragte daraufhin den Grazer Historiker Stefan Karner, die Geschichte des Schlosses und der Zwangsarbeiterinnen zu erforschen. Die vorgelegte Studie skizziert ein genaues Bild der Zwangsarbeiterinnen und deren Lebens- und Arbeitsbedingungen im Schloss Lannach.